# Campeonato Africano de Atletismo de 2024 - Decatlo masculino
A prova do decatlo masculino do Campeonato Africano de Atletismo de 2024 foi disputada nos dias 21 e 22 de junho, no Estádio de Japoma, em Duala, nos Camarões.

## Recordes
Antes desta competição, os recordes mundiais e do campeonato nesta prova eram os seguintes:
|                       | Nome           | Nacionalidade  | Pontos   | Local          | Data                 |
| --------------------- | -------------- | -------------- | -------- | -------------- | -------------------- |
| Recorde mundial       | Ashton Eaton   | Estados Unidos | 9045 pts | Pequim         | 29 de agosto de 2015 |
| Recorde do campeonato | Larbi Bouraada | Argélia        | 8311 pts | Marraquexe     | 11 de agosto de 2014 |
| Recorde africano      | Larbi Bouraada | Argélia        | 8521 pts | Rio de Janeiro | 18 de agosto de 2016 |

## Medalhistas
| Ouro                 | Prata                       | Bronze                   |
| Larbi Bourrada (ALG) | Dhiae Cherif Boudoumi (ALG) | Edwin Kipmutai Too (KEN) |

## Cronograma
Todos os horários são locais (UTC+1).
| Data        | Hora  | Evento                   |
| ----------- | ----- | ------------------------ |
| 21 de junho | 09:20 | 100 metros               |
| 21 de junho | 09:55 | Salto em distância       |
| 21 de junho | 11:00 | Arremesso de peso        |
| 21 de junho | 15:05 | Salto em altura          |
| 21 de junho | 17:15 | 400 metros               |
| 22 de junho | 09:30 | 110 metros com barreiras |
| 22 de junho | 10:00 | Lançamento de disco      |
| 22 de junho | 11:00 | Salto com vara           |
| 22 de junho | 16:30 | Lançamento de dardo      |
| 22 de junho | 18:43 | 1500 metros              |

## Resultados

### 100 metros
A prova teve início dia 21 de junho às 09:20.
Vento: 0.0  m/s
| Posição | Raia | Atleta                   | Nacionalidade | Tempo | Pontos | Notas |
| ------- | ---- | ------------------------ | ------------- | ----- | ------ | ----- |
| 1       | 6    | Dhiae Cherif Boudoumi    | Argélia       | 10.78 | 910    |       |
| 2       | 1    | Jefrey Emeka Nmesirionye | Nigéria       | 10.80 | 906    |       |
| 3       | 2    | Edwin Kipmutai Too       | Quênia        | 10.98 | 865    |       |
| 4       | 5    | Jesse Perez              | África do Sul | 11.12 | 834    |       |
| 5       | 4    | Larbi Bourrada           | Argélia       | 11.14 | 830    |       |
| 6       | 3    | Friedrich Pretorius      | África do Sul | 11.43 | 767    |       |

### Salto em distância
A prova teve início dia 21 de junho às 09:55.
| Posição | Atleta                   | Nacionalidade | #1   | #2   | #3   | Resultado | Pontos | Notas | Total |
| ------- | ------------------------ | ------------- | ---- | ---- | ---- | --------- | ------ | ----- | ----- |
| 1       | Edwin Kipmutai Too       | Quênia        | 7.36 | 7.39 | x    | 7.39      | 908    |       | 1773  |
| 2       | Jefrey Emeka Nmesirionye | Nigéria       | 6.70 | 6.67 | 7.15 | 7.15      | 850    |       | 1756  |
| 3       | Friedrich Pretorius      | África do Sul | 6.70 | 6.95 | 6.77 | 6.95      | 802    |       | 1569  |
| 4       | Larbi Bourrada           | Argélia       | 6.54 | 6.82 | 6.48 | 6.82      | 771    |       | 1601  |
| 5       | Dhiae Cherif Boudoumi    | Argélia       | 6.55 | 6.74 | x    | 6.74      | 753    |       | 1663  |
| 9       | Jesse Perez              | África do Sul |      |      |      | DNS       | 0      |       | DNF   |

### Arremesso de peso
A prova teve início dia 21 de junho às 11:00.
| Posição | Atleta                   | Nacionalidade | #1    | #2    | #3    | Resultado | Pontos | Notas | Total |
| ------- | ------------------------ | ------------- | ----- | ----- | ----- | --------- | ------ | ----- | ----- |
| 1       | Friedrich Pretorius      | África do Sul | 13.05 | 13.73 | 13.41 | 7.39      | 712    |       | 2281  |
| 2       | Larbi Bourrada           | Argélia       | 11.69 | 11.72 | x     | 11.72     | 589    |       | 2190  |
| 3       | Dhiae Cherif Boudoumi    | Argélia       | 9.87  | 10.86 | 10.21 | 10.86     | 537    |       | 2200  |
| 4       | Jefrey Emeka Nmesirionye | Nigéria       | 10.21 | 10.60 | x     | 10.60     | 522    |       | 2278  |
| 5       | Edwin Kipmutai Too       | Quênia        | 9.70  | 10.53 | x     | 10.53     | 518    |       | 2291  |

### Salto em altura
A prova teve início dia 21 de junho às 15:05.
| Posição | Atleta                   | Nacionalidade | 1.81 | 1.84 | 1.87 | 1.90 | 1.93 | 1.96 | 1.99 | 2.02 | 2.05 | 2.08 | Resultado | Pontos | Notas | Total |
| ------- | ------------------------ | ------------- | ---- | ---- | ---- | ---- | ---- | ---- | ---- | ---- | ---- | ---- | --------- | ------ | ----- | ----- |
| 1       | Jefrey Emeka Nmesirionye | Nigéria       | o    | o    | o    | o    | –    | xo   | o    | xo   | xxo  | xxx  | 2.05      | 850    |       | 3128  |
| 2       | Dhiae Cherif Boudoumi    | Argélia       | o    | o    | o    | o    | o    | o    | o    | xxx  |      |      | 1.99      | 794    |       | 2994  |
| 3       | Larbi Bourrada           | Argélia       | o    | o    | xo   | o    | o    | xxx  |      |      |      |      | 1.93      | 740    |       | 2930  |
| 4       | Edwin Kipmutai Too       | Quênia        | xo   | o    | xo   | o    | xxo  | xxx  |      |      |      |      | 1.93      | 740    |       | 3031  |
| 9       | Friedrich Pretorius      | África do Sul | xxx  |      |      |      |      |      |      |      |      |      | NM        | 0      |       | 2281  |

### 400 metros
A prova teve início dia 21 de junho às 17:15.
| Posição | Raia | Atleta                   | Nacionalidade | Tempo | Pontos | Notas | Total |
| ------- | ---- | ------------------------ | ------------- | ----- | ------ | ----- | ----- |
| 1       | 2    | Dhiae Cherif Boudoumi    | Argélia       | 47.14 | 951    |       | 3945  |
| 2       | 4    | Edwin Kipmutai Too       | Quênia        | 47.99 | 910    |       | 3941  |
| 3       | 1    | Jefrey Emeka Nmesirionye | Nigéria       | 49.29 | 848    |       | 3976  |
| 4       | 3    | Larbi Bourrada           | Argélia       | 50.07 | 811    |       | 3741  |
| 5       | 6    | Friedrich Pretorius      | África do Sul | 50.84 | 776    |       | 3057  |

### 110 metros com barreiras
A prova teve início dia 22 de junho às 09:30.
Vento: +0.4  m/s
| Posição | Raia | Atleta                   | Nacionalidade | Tempo | Pontos | Notas | Total |
| ------- | ---- | ------------------------ | ------------- | ----- | ------ | ----- | ----- |
| 1       | 4    | Friedrich Pretorius      | África do Sul | 14.64 | 894    |       | 3951  |
| 2       | 5    | Larbi Bourrada           | Argélia       | 14.85 | 868    |       | 4609  |
| 3       | 2    | Jefrey Emeka Nmesirionye | Nigéria       | 15.32 | 811    |       | 4787  |
| 4       | 3    | Edwin Kipmutai Too       | Quênia        | 15.32 | 811    |       | 4752  |
| 5       | 7    | Dhiae Cherif Boudoumi    | Argélia       | 15.94 | 740    |       | 4685  |

### Lançamento de disco
A prova teve início dia 22 de junho às 10:00.
| Posição | Atleta                   | Nacionalidade | #1    | #2    | #3    | Resultado | Pontos | Notas | Total |
| ------- | ------------------------ | ------------- | ----- | ----- | ----- | --------- | ------ | ----- | ----- |
| 1       | Edwin Kipmutai Too       | Quênia        | 32.05 | 29.24 | 37.82 | 37.82     | 620    |       | 5372  |
| 2       | Larbi Bourrada           | Argélia       | 36.10 | 37.67 | x     | 37.67     | 617    |       | 5226  |
| 3       | Friedrich Pretorius      | África do Sul | 35.95 | 35.64 | 36.19 | 36.19     | 588    |       | 4539  |
| 4       | Jefrey Emeka Nmesirionye | Nigéria       | 34.01 | x     | 34.63 | 34.63     | 556    |       | 5343  |
| 5       | Dhiae Cherif Boudoumi    | Argélia       | x     | 33.57 | 34.52 | 34.52     | 554    |       | 5239  |

### Salto com vara
A prova teve início dia 22 de junho às 11:00.
| Posição | Atleta                   | Nacionalidade | 3.50 | 3.60 | 3.70 | 3.80 | 3.90 | 4.00 | 4.10 | 4.20 | 4.30 | 4.50 | 4.70 | 4.80 | Resultado | Pontos | Notas | Total |
| ------- | ------------------------ | ------------- | ---- | ---- | ---- | ---- | ---- | ---- | ---- | ---- | ---- | ---- | ---- | ---- | --------- | ------ | ----- | ----- |
| 1       | Larbi Bourrada           | Argélia       | –    | –    | –    | –    | –    | –    | –    | –    | –    | o    | xxo  | xxo  | 4.80      | 849    |       | 6075  |
| 2       | Dhiae Cherif Boudoumi    | Argélia       | xo   | o    | o    | o    | o    | ?    | o    | xxo  | xxx  |      |      |      | 4.20      | 673    |       | 5912  |
| 3       | Friedrich Pretorius      | África do Sul | xo   | –    | o    | –    | xo   | xxx  |      |      |      |      |      |      | 3.90      | 590    |       | 5129  |
| 4       | Jefrey Emeka Nmesirionye | Nigéria       | –    | xxo  | o    | o    | xxx  |      |      |      |      |      |      |      | 3.80      | 562    |       | 5905  |
| 5       | Edwin Kipmutai Too       | Quênia        | –    | –    | o    | xxx  |      |      |      |      |      |      |      |      | 3.70      | 535    |       | 5907  |

### Lançamento de dardo
A prova teve início dia 22 de junho às 16:30.
| Posição | Atleta                   | Nacionalidade | #1    | #2    | #3    | Resultado | Pontos | Notas | Total |
| ------- | ------------------------ | ------------- | ----- | ----- | ----- | --------- | ------ | ----- | ----- |
| 1       | Larbi Bourrada           | Argélia       | 47.95 | 48.33 | 55.49 | 55.49     | 670    |       | 6745  |
| 2       | Friedrich Pretorius      | África do Sul | 49.26 | 51.03 | –     | 51.03     | 604    |       | 5733  |
| 3       | Edwin Kipmutai Too       | Quênia        | 36.73 | 44.00 | 49.08 | 49.08     | 575    |       | 6482  |
| 4       | Dhiae Cherif Boudoumi    | Argélia       | 38.95 | 38.33 | 42.40 | 42.40     | 477    |       | 6389  |
| 5       | Jefrey Emeka Nmesirionye | Nigéria       | 40.28 | 36.67 | 39.43 | 40.28     | 446    |       | 6351  |

### 1500 metros
A prova teve início dia 22 de junho às 18:43.
| Posição | Atleta                   | Nacionalidade | Tempo   | Pontos | Notas |
| ------- | ------------------------ | ------------- | ------- | ------ | ----- |
| 1       | Dhiae Cherif Boudoumi    | Argélia       | 4:17.89 | 826    |       |
| 2       | Larbi Bourrada           | Argélia       | 4:36.52 | 702    |       |
| 3       | Jefrey Emeka Nmesirionye | Nigéria       | 4:44.84 | 650    |       |
| 4       | Edwin Kipmutai Too       | Quênia        | 4:44.90 | 650    |       |
| 9       | Friedrich Pretorius      | África do Sul | DNS     | 0      |       |

## Resultado final
O resultado final foi o seguinte.
| Pos.              | Atleta                   | Nacionalidade | 100 m | SD   | AP    | SA   | 400 m | 110 m | AD    | SV   | LD    | 1500 m  | Total | Notas |
| ----------------- | ------------------------ | ------------- | ----- | ---- | ----- | ---- | ----- | ----- | ----- | ---- | ----- | ------- | ----- | ----- |
| Medalha de ouro   | Larbi Bourrada           | Argélia       | 11.14 | 6.82 | 11.72 | 1.93 | 50.07 | 14.85 | 37.67 | 4.80 | 55.49 | 4:36.52 | 7447  |       |
| Medalha de prata  | Dhiae Cherif Boudoumi    | Argélia       | 10.78 | 6.74 | 10.86 | 1.99 | 47.14 | 15.94 | 34.52 | 4.20 | 42.40 | 4:17.89 | 7215  |       |
| Medalha de bronze | Edwin Kipmutai Too       | Quênia        | 10.98 | 7.39 | 10.53 | 1.93 | 47.99 | 15.32 | 37.82 | 3.70 | 49.08 | 4:44.90 | 7132  |       |
| 4                 | Jefrey Emeka Nmesirionye | Nigéria       | 10.80 | 7.15 | 10.60 | 2.05 | 49.29 | 15.32 | 34.63 | 3.80 | 40.28 | 4:44.84 | 6439  |       |
| 8                 | Friedrich Pretorius      | África do Sul | 11.43 | 6.95 | 13.73 | NM   | 50.84 | 14.64 | 36.19 | 3.90 | 51.03 | DNS     | DNF   |       |
| 9                 | Jesse Perez              | África do Sul | 11.12 | DNS  | –     | –    | –     | –     | –     | –    | –     | –       | DNF   |       |

Legenda
| Recorde mundial       | Recorde mundial (World record)               |                       | Recorde africano                      | Recorde africano (African) |                                           | Q | Classificado por posição (Qualified) |
| Recorde do campeonato | Recorde do campeonato (Championship record)  | Recorde da América    | Recorde da América (Americas)         | q                          | Classificado por melhor tempo (Qualified) |   |                                      |
| Melhor marca do ano   | Melhor marca do ano (World leading)          | Recorde asiático      | Recorde asiático (Asian)              | DNS                        | Não largou (Did not start)                |   |                                      |
| Recorde nacional      | Recorde nacional (National record)           | Recorde europeu       | Recorde europeu (European)            | DNF                        | Não terminou (Did not finish)             |   |                                      |
| Recorde pessoal       | Recorde pessoal do atleta (Personal best)    | Recorde da Oceania    | Recorde da Oceania (Oceania)          | DSQ / DQ                   | Desclassificado (Disqualified)            |   |                                      |
| Recorde da temporada  | Recorde da temporada do atleta (Season best) | Recorde sul-americano | Recorde sul-americano (South America) | NM                         | Sem marca (No mark)                       |   |                                      |